# خان الله قلي
خان الله قلي (بالفارسية: کاروانسرای الله‌قلی) هي خان تاريخية تعود إلى عصر السلالة الصفوية والقاجاريون، وتقع في مقاطعة قم.